# Chlorophorus taihorensis
Chlorophorus taihorensis là một loài bọ cánh cứng trong họ Cerambycidae.